# Benito Balducci
Benito Balducci (Foligno, 7 gennaio 1923 – Morciano di Romagna, 16 novembre 2007) è stato un pittore italiano.
Frequentò l'Istituto d'arte e l'Accademia di belle arti di Perugia. Espose per la prima volta al Circolo Properzio di Spello nel 1947 e partecipò a diverse manifestazioni sia in Italia (come ad esempio la Biennale d'arte sacra di Bologna del 1960, 1962 e 1964) che all'estero.